# Alfredo Alves Tinoco
Alfredo Alves Tinoco (ur. 2 grudnia 1904 w Rio de Janeiro, zm. 4 lipca 1975) – brazylijski piłkarz grający na pozycji ofensywnego pomocnika.
W czasie swojej kariery piłkarskiej Tinoco występował w CR Vasco da Gama (1929–1934), z którym zdobył mistrzostwo stanu Rio de Janeiro w 1929 i 1934.
Z reprezentacją Brazylii uczestniczył w mistrzostwach świata w 1934 i zagrał w przegranym meczu z reprezentacją Hiszpanii. Był to jego jedyny występ w barwach canarinhos.